# Pelargonium crithmifolium
Pelargonium crithmifolium är en näveväxtart som beskrevs av J.E. Sm.. Pelargonium crithmifolium ingår i släktet pelargoner, och familjen näveväxter. Inga underarter finns listade i Catalogue of Life.